# Mahama Cho
Mahama Cho (Abiyán, Costa de Marfil, 18 de agosto de 1989) es un deportista británico de origen marfileño que compite en taekwondo. Ganó una medalla de plata en el Campeonato Mundial de Taekwondo de 2017, en la categoría de +87 kg.
Participó en dos Juegos Olímpicos de Verano, en los años 2016 y 2020, obteniendo el quinto lugar en Río de Janeiro 2016, en la categoría de +80 kg.

## Palmarés internacional
| Campeonato Mundial | Campeonato Mundial   | Campeonato Mundial | Campeonato Mundial |
| Año                | Lugar                | Medalla            | Categoría          |
| ------------------ | -------------------- | ------------------ | ------------------ |
| 2017               | Muju (Corea del Sur) | Medalla de plata   | +87 kg             |